# Tomáš Fučík
Tomáš Fučík (* 17. März 1994 in Třebíč) ist ein tschechischer Eishockeytorwart, der seit Juli 2019 beim PKH Gdańsk in der polnischen Eishockeyliga unter Vertrag steht.

## Karriere
Fučík begann seine Karriere in den Nachwuchsmannschaften von SK Horácká Slavia Třebíč und spielte in den diversen tschechischen Jugendligen, ehe er 2012 zum HC Dukla Jihlava wechselte, für den er auch sein erstes Spiel in der tschechischen 1. Liga bestritt. Nach zwei Jahren, in denen er weiterhin vorwiegend in den Nachwuchsligen zum Einsatz kam, wurde er von HC Energie Karlovy Vary ins Team geholt und bestritt eine Spielzeit in der multinationalen, russland-basierten Nachwuchsliga MHL. Parallel dazu lief er als Leihspieler auch für Clubs aus den unterklassigen tschechischen Ligen auf.
Im Sommer 2015 wurde er von Orli Znojmo als Backup für Patrik Nechvátal unter Vertrag genommen und spielt für den Club bis 2016 in der Erste Bank Eishockey Liga.